# Darko Kovačević
Pour les articles homonymes, voir Kovačević.
Darko Kovačević (en serbe en écriture cyrillique : Дарко Ковачевић), né le 18 novembre 1973 à Kovin (Yougoslavie aujourd'hui Serbie), est un footballeur serbe, international yougoslave qui évoluait au poste d'attaquant.

## Biographie
Il jouait au poste d'attaquant. Après avoir notamment porté les couleurs de la Juventus pendant 2 ans et de la Real Sociedad pendant 5 ans, il a été transféré en juillet 2007 à l'Olympiakos, où il a fini meilleur buteur du club en C1 avec trois buts. En janvier 2009, après qu'on lui a diagnostiqué un problème cardiaque, il décide de mettre fin à sa carrière.
Le public lui rend hommage une dernière fois en scandant des " Darko" dans tout le stade lors de sa dernière apparition. Il est actuellement conseiller du président de l'Olympiakos.
Son immense talent fut reconnu dans l'Europe entière ainsi que son extreme sympathie qui lui vaut l'admiration de tous.
Depuis juin 2010, il est le conseiller du nouveau président de l'Olympiakos.

## Clubs
- FK Proleter Zrenjanin (1992-1994)
- FK Étoile rouge de Belgrade (1994-1996)
- Sheffield Wednesday (1996-1997)
- Real Sociedad (1997-1999)
- Juventus (1999-2001)
- Lazio Rome (2001-2002)
- Real Sociedad (2002-2007)
- Olympiakos Le Pirée (2007-2009)

## Équipe nationale
- 59 sélections et 10 buts avec la Serbie (République Fédérale de Yougoslavie et Serbie-et-Monténégro)
- Participation à la coupe du monde 1998 et à l'Euro 2000 avec la République Fédérale de Yougoslavie